# 개마무사

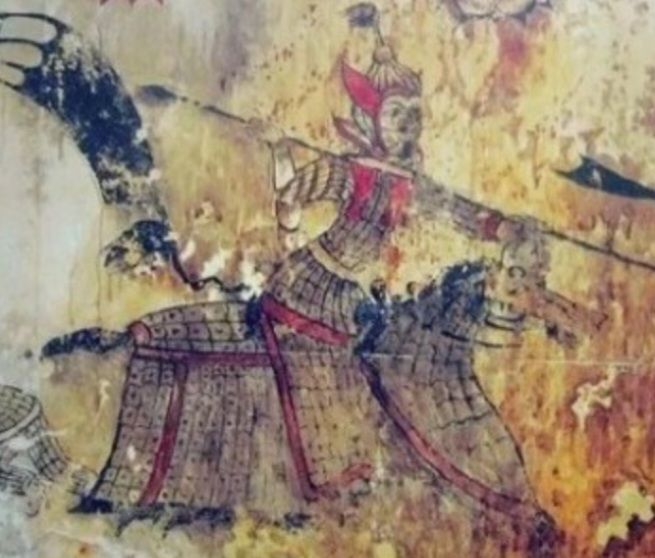

개마무사(鎧馬武士)는 철로 온몸을 감싼 무사라는 뜻으로 고구려, 신라, 가야 등의 고대 한반도 국가에서 운영하여 존재했던 중장기병을 총칭하여 일컫는 말이자, 보통 철갑기병의 일종으로 분류된다.

## 설명
고구려의 개마무사는 기수용 갑옷 약 20kg, 마갑 약 40kg과 삭 등의 무장 등을 포함하여 총 70kg의 강력한 중장비로 무장하였다고 추정된다. 고구려의 요동지역에는 우수한 철이 많이 생산되었으므로 자연적으로 발전하게 되었다. 특히 고구려의 개마무사는 광개토대왕때에 더욱 발전하여 광개토대왕의 정복 사업의 주력이 되었다. 광개토대왕 시기의 민족화와 벽화에서 자주 볼 수있다.
개마무사에 대해서는 그 자료가 많이 남아있지 않아 자세한 것은 알 수 없으나, 캐터프랙터 기병의 일종이라 할 수 있는 만큼 그에 맞는 무기로 무장하였고 말도 강력한 중장갑으로 무장하였다. 긴 기병창(삭)을 주무기로 사용했으며 보조무장으로 환두대도를 사용했다. 활(각궁)을 사용했다는 이야기도 있으며, 이는 중장기병으로써 적의 진형을 충격력을 통해 분쇄시키는 것을 목적으로 하는 개마무사의 본 목적을 볼 때 실재 여부가 의심스러우나 중세 몽골을 비롯한 유목민 국가의 기병들 또한 활을 사용했던 것을 볼 때 완전히 부정할 수 있는 일은 아니다. 한편 신라와 가야에서도 운영한 개마무사들이 존재하였으나, 이들은 고구려의 개마무사와 달리 찰갑이 아닌 판갑을 써서 기동성과 유연성이 몹시 떨어졌다고 한다.

## 참고 자료
- 개마총 널방 천정 벽화 모사도 - 국립중앙박물관 소장품 보관됨 2015-09-27 - 웨이백 머신